# Cantonul Montoire-sur-le-Loir
Cantonul Montoire-sur-le-Loir este un canton din arondismentul Vendôme, departamentul Loir-et-Cher, regiunea Centru, Franța.

## Comune
- Artins
- Couture-sur-Loir
- Les Essarts
- Les Hayes
- Houssay
- Lavardin
- Montoire-sur-le-Loir (reședință)
- Montrouveau
- Les Roches-l'Évêque
- Saint-Arnoult
- Saint-Jacques-des-Guérets
- Saint-Martin-des-Bois
- Saint-Rimay
- Ternay
- Tréhet
- Troo
- Villavard
- Villedieu-le-Château